# 奥田こころ
奥田 こころ（おくだ こころ、2003年12月5日 - ）は、日本の女優、歌手、元子役。千葉県出身。スカイコーポレーション所属。妹は乃木坂46の奥田いろは。

## 来歴・人物
2015年5月公開の『映画 ビリギャル』で有村架純演じるヒロインの妹・工藤まゆみ役を演じて映画デビュー。同年8月にはオーディションを経てりぼん60周年記念公演の舞台『こどものおもちゃ』で初舞台にして初主演を務める。
2018年8月20日、学業への専念を理由として芸能活動の休止を自身のInstagramにて発表。レプロエンタテインメントを退所し、当時のInstagramアカウントを削除。
2018年8月28日にTwitter、同年10月20日に新たなInstagramアカウントを開設した。
2019年3月22日にカクトエンタテインメントに所属したことをTwitterで発表し、活動を再開する。
2020年12月2日にハイイロへの移籍を発表。
2021年10月9日、同じ事務所（当時）の山根和馬とともに「おじさんとわたし」としてTikTokでの投稿を開始する。2022年10月9日投稿分を以て卒業。
2023年7月31日、音楽ユニット・Blue Purple（ボーカル担当）として配信シングルでデビューし、2024年3月27日には1stアルバムをリリース。また、同年5月1日、Blue Purpleと並行してソロアーティストとしても活動を開始し配信シングルをリリースする。
2024年8月1日、スカイコーポレーションに所属したことを発表。
趣味は料理で特技は歌。

## 出演

### 映画
- 映画 ビリギャル（2015年、東宝） - 工藤まゆみ 役
- ブラック校則（2019年、松竹） - 奥野芯 役
- 午前0時、キスしに来てよ（2019年、松竹）
- HOMESTAY（2022年、Amazon Prime Video） - クラスメイト 役
- 右へいってしまった人（2023年、REGENTS） - 愛歩 役[11]

### テレビドラマ
- 警視庁捜査一課9係 season3 第2話（2008年4月23日、テレビ朝日） - 林原琴音（幼少） 役
- トップセールス（2008年4月 - 5月、NHK） - 村上美樹 役
- ありがとう!チャンピイ〜日本初の盲導犬誕生物語（2008年9月13日、フジテレビ） - 河合みどり 役
- 豆腐姉妹（2010年7月 - 8月、WOWOW）
- 半沢直樹 第1話（2013年7月7日、TBS）
- DOCTORS2 最強の名医 第4話（2013年8月1日、テレビ朝日） - 河合紗菜 役
- 逃げるは恥だが役に立つ 第8話（2016年11月29日、TBS） - ゆかり 役
- ブラック校則（2019年10月15日 - 11月26日、日本テレビ） - レギュラー生徒・奥野芯 役

### 配信ドラマ
- トラックガール 第2話（2023年7月19日、FOD / 10月19日、フジテレビ） - 宮原萌花 役

### テレビ
- いないいないばあっ!（2005年、NHK教育）
- 浅草ベビ9（2017年、テレビ東京） ※詳細はローファーズハイ!!#浅草ベビ9についてを参照。
- 浅草うず九（2018年、テレビ東京） ※詳細はローファーズハイ!!#浅草うず九についてを参照。

### 舞台
- こどものおもちゃ（2015年、博品館劇場） - 主演：倉田紗南 役[注 2]
- 初恋モンスター（2017年、品川プリンスホテル クラブeX） - ヒロイン：二階堂夏歩 役[12]
- UZMK（）プロデュース『ローファーズハイ!!』（2017年、浅草九劇）[13]
  - Vol.1（4月）
  - Vol.2（8月） - 橘サクラコ 役
  - Vol.3（12月） - 橘サクラコ 役
- WBB vol.24『幻のイントルーダー』（2023年11月 - 12月、赤坂RED/THEATER） - 遥 役[14]
- WBB vol.25『バンクパック』（2024年6月、紀伊國屋サザンシアター TAKASHIMAYA） - 理沙 役[15]

### CM
- 三井不動産リアルティ 三井のリハウス 「夫は語る（リハウス前）」篇（2018年5月）

### 雑誌
- LOVE berry（徳間書店） - モデル

### インターネット配信
- ユージ芸能事務所 -少女たちのシャカリ紀-[1]（2017年、生テレ/FRESH!）[16]
- ｢MelTV｣ 『【大爆笑】ほうれん草ゲームにアレンジ加えた結果・・ 』 ゲスト出演（2017年12月10日、YouTube）[17][18]
- 浅草ジャイアントキッド #2 ゲスト出演（2018年5月2日、FRESH!）[19]